# Homalia besseri
Homalia besseri là một loài Rêu trong họ Neckeraceae. Loài này được Lobarzewski miêu tả khoa học đầu tiên năm 1847.